# Rösselsbach
Der Rösselsbach ist ein etwa 1,4 km langer rechter Zufluss der Sauer in der Südpfalz, der im rheinland-pfälzischen Landkreis Südwestpfalz verläuft.

## Geographie

### Verlauf
Der Rösselsbach entspringt auf einer Höhe von 244 m ü. NN im westlichen Wasgau direkt neben der Wüstung Rösselsbrunnerhof am Südosthang des Rösselsbergs und nördlich vom Blaufels. 
Er fließt in nordöstlicher Richtung und betritt nach wenigen Metern das 39 ha große Naturschutzgebiet Rohrweiher-Rösselsweiher. Dort befindet sich auch die Rösselsquelle. Knapp 400 m nordöstlich wird der Rösselsbach zu dem kleinen Rösselsweiher gestaut. Der Bach verlässt nun das Naturschutzgebiet und erreicht nach ungefähr einen halben Kilometer den Südrand von Ludwigswinkel, wo er auf seiner linken Seite vom Fischbachloch gespeist wird. Der Rösselsbach bildet dort den am Fuße des Schwarzbuckel gelegenen Sägmühlweiher. Nördlich der Petersbächler Straße spalten sich kurzzeitig von den Bach zwei Nebenäste ab. Der rechte Nebenarm nimmt nach etwa 400 m den Abfluss des Entenweihers auf und vereinigt sich danach wieder mit dem Hauptast. 
Der Rösselsbach durchfließt nun das  7 ha große Naturschutzgebiet Klößweiher mit dem gleichnamigen Weiher und mündet schließlich östlich von Ludwigswinkel auf einer Höhe von 226 m ü. NN in den Saarbach.

### Zuflüsse
- Fischbachloch (links), 1,9 km